# مركز إديث ميسي للمؤتمرات
مركز إديث ميسي للمؤتمرات هي قاعة للمؤتمرات والتدريب تملكها فتيات الكشافة في الولايات المتحدة الأمريكية (Girl Scouts of the USA) تأسست عام 1926 وتقع في برياركليف مانور، نيويورك.